# Haplochromis avium
Haplochromis avium är en fiskart som beskrevs av Regan 1929. Haplochromis avium ingår i släktet Haplochromis och familjen Cichlidae. Inga underarter finns listade i Catalogue of Life.